# Йозеф фон Хамер
Йозеф фон Хамер (на немски: Joseph Freiherr von Hammer-Purgstall) е австрийски ориенталист и историк.

## Биография
Роден е на 9 юни 1774 година в Грац, тогава в Хабсбургската империя. Началното си образование получава във Виена, след което постъпва на дипломатическа служба от 1796 година. През 1799 година е назначен за посланик в Истанбул, Османската империя. Като такъв взима участие в експедицията на адмирал Уилям Сидни Смит и генерал Джон Хели-Хъчкинсон срещу Франция. През 1807 година се завръща в Хабсбургската империя и влиза в тайния държавен съвет. През 1824 година получава благородническа титла. В продължение на петдесет години публикува редица текстове и преводи от арабски, персийски и турски автори.
През 1847 година е издаден медал с неговия лик, а през 1959 година австрийското орианталистко дружество е кръстено на негово име.
Умира на 23 ноември 1856 година във Виена, Австро-Унгария.